# Kaiserstuhl (sit SPA)
Kaiserstuhl (sit SPA) este o arie protejată (sit de importanță comunitară — SCI, arie de protecție specială avifaunistică — SPA) din Germania întinsă pe o suprafață de 7.922,78 ha, integral pe uscat.

## Localizare
Centrul sitului Kaiserstuhl (sit SPA) este situat la coordonatele 48°05′47″N 7°40′21″E / 48.0964°N 7.6725°E.

## Înființare
Situl Kaiserstuhl (sit SPA) a fost declarat arie de protecție specială avifaunistică în noiembrie 2007 pentru a proteja 17 specii de animale. Situl a fost protejat și ca sit de importanță comunitară în noiembrie 2007.

## Biodiversitate
Situată în ecoregiunea continentală, aria protejată nu include niciun habitat protejat.
La baza desemnării sitului se află mai multe specii protejate de  păsări (17): pescăruș albastru (Alcedo atthis), buha (Bubo bubo), porumbel de scorbură (Columba oenas), prepeliță (Coturnix coturnix), ciocănitoarea de stejar (Dendrocopos medius), ciocănitoare neagră (Dryocopus martius), presură bărboasă (Emberiza cirlus), Falco peregrinus peregrinus, șoimul rândunelelor (Falco subbuteo), capîntorsul (Jynx torquilla), sfrâncioc roșiatic (Lanius collurio), ciocârlie de pădure (Lullula arborea), prigoare (Merops apiaster), viespar (Pernis apivorus), ciocănitoare verzuie (Picus canus), mărăcinar negru (Saxicola torquatus), pupăză (Upupa epops).